# Milion

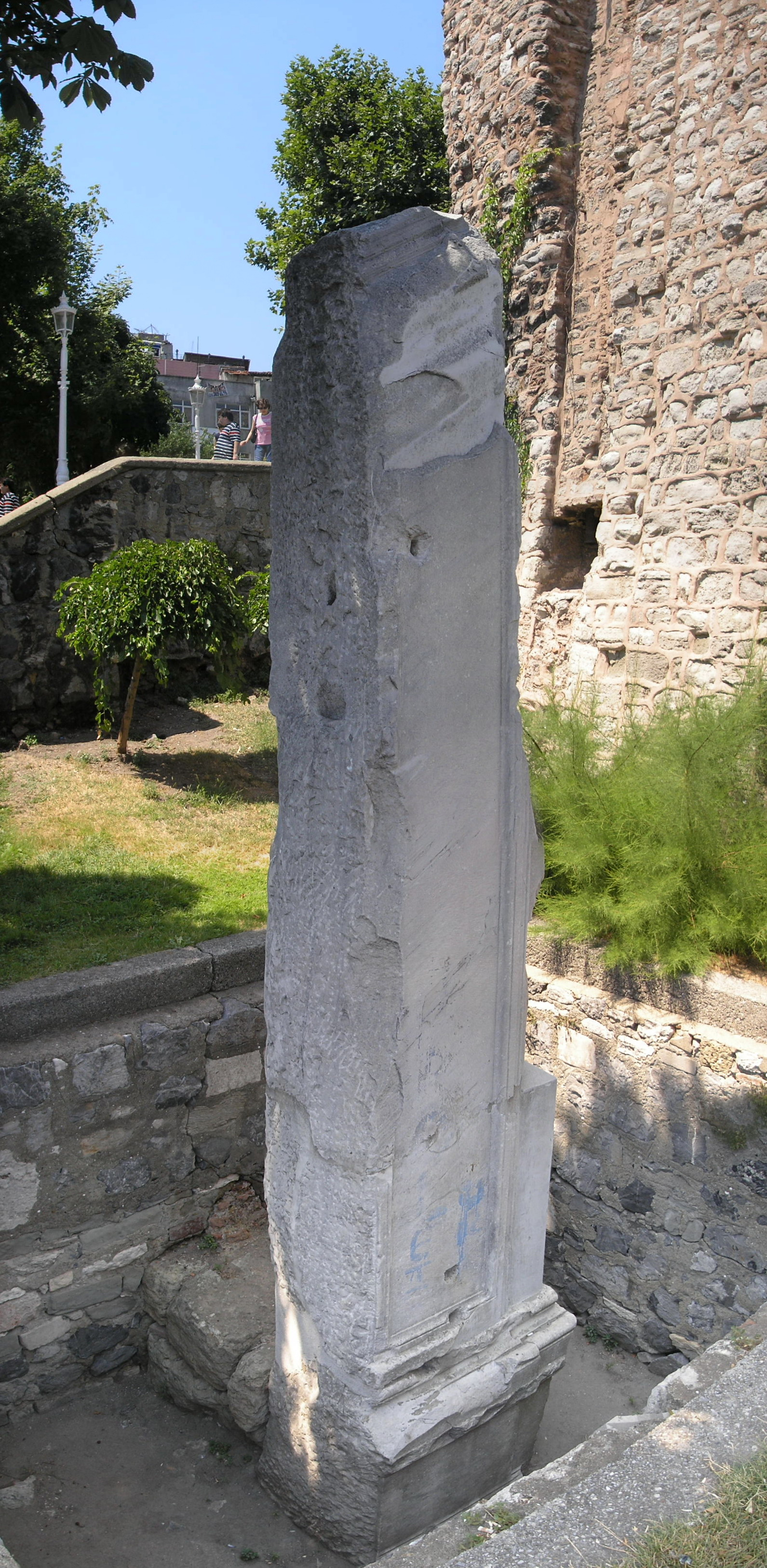
Un frammento del Milion, ri-eretto come pilastro

Il Milion o Million (greco: Μίλ(λ)ιον) era un monumento miliario eretto all'inizio del IV secolo a Costantinopoli. Era il miliario di riferimento della capitale romana d'Oriente, e tutte le distanze da Costantinopoli alle varie città dell'impero erano riferite a questo punto; era dunque l'omologo del Miliario aureo di Roma.
Rimase intatto almeno fino al tardo XV secolo; alcuni frammenti furono riscoperti negli anni 1960 e collocati nell'angolo settentrionale della piazza di Hagia Sophia, nei pressi della Cisterna Basilica.

## Storia
Quando Costantino I ricostruì la città di Bisanzio per farne la sua nuova capitale, la Nova Roma («Nuova Roma»), decise di riprodurvi molte caratteristiche di Roma, tra cui il Milion. La nuova costruzione richiamava il Miliario aureo di Roma: era considerato l'inizio di tutte le strade che da Costantinopoli portavano nelle città europee dell'Impero, e sulla base erano incise le distanze tra la capitale e le principali città dell'Impero.
Il monumento costantinopolitano era molto più complesso del suo omologo romano. Si trattava infatti di un tetrapylon, un sorta di doppio arco trionfale, sormontato da una cupola, poggiata su quattro arcate. Sulla sommità si trovavano le statue di Costantino e di sua madre Elena, rivolte a oriente, e dietro di loro una statua della Tyche della Città.
Fu eretto nella prima regione della città, a oriente dell'Augustaion, nei pressi delle antiche Mura di Bisanzio, all'inizio della via principale della nuova città, la via Mese.
Dall'inizio del VI secolo, l'edificio divenne un passaggio sempre più importante del cerimoniale imperiale. Giustiniano I vi aggiunse una meridiana, mentre Giustino II adornò la parte inferiore con le statue di sua moglie Sofia, sua moglie Arabia e sua nipote Elena. Il monumento era anche decorato da statue equestri di Traiano, Adriano, Teodosio II e una quadriga di bronzo di Elio.
Durante la prima metà dell'VIII secolo, le volte della costruzione furono adornate dagli imperatori Filippico e Anastasio II con dipinti dei concili ecumenici precedenti, ma durante l'epoca dell'Iconoclastia, l'imperatore Costantino V li sostituì con scene dell'ippodromo.
Sotto la dinastia dei Comneni, il Milion, a causa della sua posizione strategica, fu testimone delle lotte nella città, come quelle tra Niceforo III e Alessio I, o quelle tra le truppe imperiali e la principessa Maria d'Antiochia, che da questa posizione controllava l'Augustaion.
Nel periodo tra il 1268 e il 1271, dopo la fine dell'Impero latino, il Milion e l'Augustaion divennero proprietà della chiesa di Hagia Sophia.
Dopo la Conquista di Costantinopoli da parte degli Ottomani, nel 1453, l'edificio rimase intatto fino alla fine del XV secolo. Scomparve probabilmente all'inizio del XVI secolo a causa dell'ingrandimento del vicino Acquedotto di Valente e la successiva erezione del vicino suterazi (il serbatoio idrico a torre).
Negli anni 1967 e 1968, a seguito di studi teorici sulla localizzazione del monumento e dopo la demolizione degli edifici posti sopra di esso, gli scavi rivelarono alcune fondazioni e un frammento, ora ri-eretto come pilastro, pertinenti all'edificio. Questi resti sono stati identificati come appartenenti al Milion grazie alla loro vicinanza ad una parte di una canalizzazione bizantina incurvata, che sembra corrispondere all'angolo della scomparsa via Mese, come riportata dalle fonti letterarie.